# Johann Christian Günther (Orgelbauer)
Johann Christian Günther († 1815 in Lichtenwalde bei Niederwiesa) war ein deutscher Orgelbauer.

## Leben und Werk
Über Johann Christian Günther sind nur wenige biografische Details bekannt. Er erlernte den Orgelbau bei Johann Jacob Schramm. Seine belesene Tochter Dorothea war die Mutter von Carl August Fischer (1828–1892), der als Organist und Komponist in Dresden wirkte. Von Günther sind mehrere Neubauten nachgewiesen, die alle nicht erhalten sind. Im Zuge der Orgelreparaturen in Helbigsdorf (1802) und Zschopau (1812) legte er eine gleichstufige Stimmung.

## Werkliste
| Jahr             | Ort          | Gebäude              | Bild | Manuale | Register | Bemerkungen |
| ---------------- | ------------ | -------------------- | ---- | ------- | -------- | --- |
| 1795             | Schneeberg   | St.-Wolfgangs-Kirche |      | III/P   | 39       | Reparatur der Orgel von Severius Holbeck (1695); nicht erhalten                                                            |
| 1798–1799        | Ottendorf    | Kirche Ottendorf     |      | I/P     | 12       | Neubau; nicht erhalten |
| 1802             | Helbigsdorf  | Kirche Helbigsdorf   |      | II/P    | 17       | Reparatur der Orgel von Gottfried Silbermann (1724), die 1750 Löschwasserschäden erlitt; Legen der gleichstufigen Stimmung |
| 1804–1805        | Geyer        | St. Laurentius       |      | II/P    | 24       | Neubau; nicht erhalten |
| 1807             | Oberlungwitz | St. Martin           |      | II/P    | 24       | Neubau; nicht erhalten, Informationen zur Orgel in der Orgeldatenbank Organindex                                           |
| 1811             | Mittweida    | Unser Lieben Frauen  |      |         |          | Neubau; nicht erhalten |
| 1804, 1811, 1812 | Zschopau     | Stadtkirche          |      | II/P    | 35       | Reparaturen der Orgel von Jacob Oertel (1755), Legen der gleichstufigen Stimmung                                           |